# Эдем
Эде́м, или Еде́м (др.-евр. עדן‬, Eden; Э́ден) — райский сад в древнееврейских религиозных текстах, место первоначального обитания Адама и Евы до грехопадения. В еврейских религиозных текстах (Мишна), а также в других религиях Эдем — это ещё и загробный мир, в который возвращаются праведники после своей смерти, в отличие от ада, куда попадают грешники.
Как подчёркивал религиовед Мирча Элиаде, слово «Эдем» израэлиты сближали со словом е’den — «наслаждение». Географическое местоположение Эдема описано в Книге Бытия как источник четырёх притоков рек и соотносится исследователями с различными реальными местами, такими как Армянское нагорье (около истоков рек Тигр и Евфрат), Месопотамия (Вавилония), Индия.
Подобно повествованию о потопе в Книге Бытия, повествованию о сотворении мира и рассказу о Вавилонской башне, история Эдема перекликается с месопотамским мифом о царе как о первобытном человеке, помещённом в божественный сад для охраны древа жизни. Книга Бытия изображает Адама и Еву гуляющими обнажёнными по Эдемскому саду благодаря их безгрешности.

## В Торе

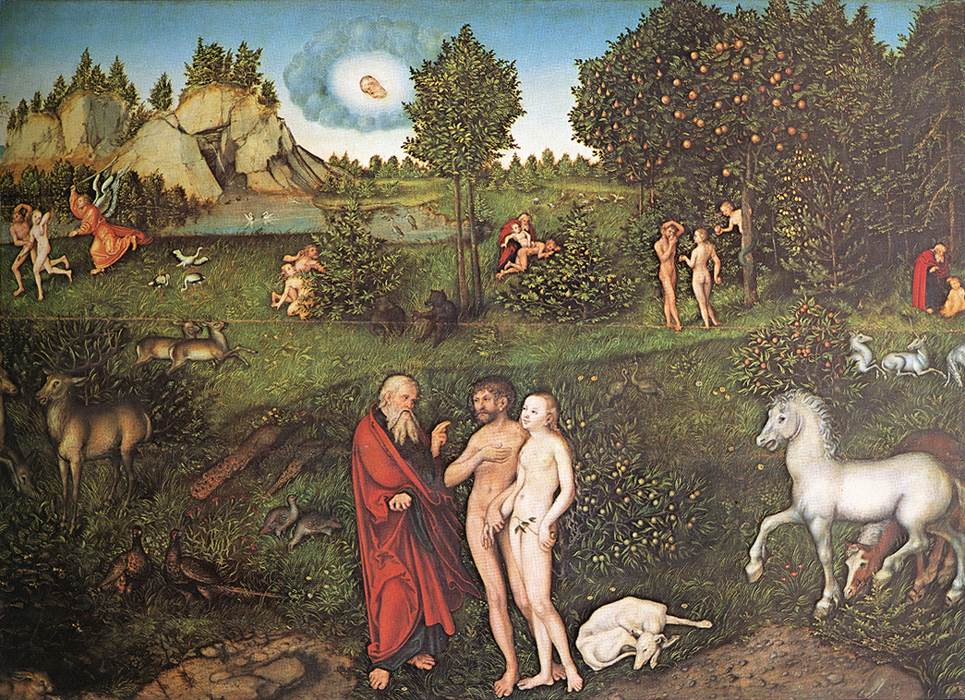
Лукас Кранах. Адам и Ева в саду Эдема. 1530. Музей истории искусств, Вена

Согласно книге Бытия, Эдем располагался «на востоке» (Быт. 2:8).

Из Едема выходила река для орошения рая и потом разделялась на четыре реки. Имя одной Фисон (Пишон): она обтекает всю землю Хавила, ту, где золото; и золото той земли хорошее; там бдолах и камень оникс. Имя второй реки Гихон [Геон]: она обтекает всю землю Куш. Имя третьей реки Хиддекель (Тигр): она протекает пред Ассирией. Четвёртая река Евфрат (Прат )
— Быт. 2:10-14
Обитающие в нём люди, Адам и Ева, были, согласно традиционному представлению, бессмертны (в то же время Быт. 3:22 указывает, что бессмертие было им доступно в виде Древа жизни) и безгрешны, однако, соблазнённые змеем, они съели плод с запретного Древа познания добра и зла, совершив грехопадение, в результате чего утратили доступ к Древу жизни и обрели страдание. Бог закрыл Рай для людей, изгнав их и поставив на страже Херувима с пламенным мечом (Быт. 3:24).

## В Коране
Сады Эдема (араб. جَنَّاتُ عَدْنٍ) — прекрасное место возвращения, уготованное потомкам Адама. За воротами праведников ожидает прекрасный сад, в тени которого протекают реки. Обитатели Эдема окажутся там в компании сверстниц с потупленными взорами, будут украшены золотыми и жемчужными браслетами, облачены в одеяния из атласа, парчи и шёлка, их будут угощать фруктами и изысканными напитками. Праведники войдут в Эдем вместе со своими праведными отцами, супругами и потомками. (Коран 20:75-76, 38:49-54, 13:19-23, 35:32-53).
В садах Эдема не будет пустословия. Вокруг будет царить радость и полное умиротворение. (Коран 19:61-63)

## Версии о местонахождении Эдема

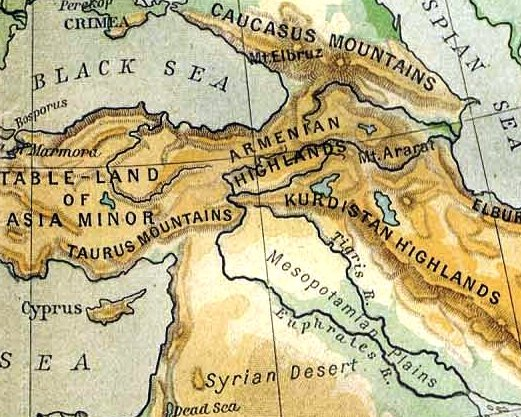
Реки Ефрат и Тигр на карте Ближнего Востока

Древнее Междуречье. Города Шумера и Аккада в 3-м тысячелетии до н. э. Указаны современные очертания русел рек Тигр и Евфрат

В Книге Бытия указаны географические ориентиры Эдема по названиям четырёх рек Фисон, Гихон, Хиддекель (Тигр) и Евфрат, которые выходили из реки для орошения Эдема (Быт. 2:10-14). Главным предметом спора являются реки Фисон и Гихон. По мнению некоторых ученых, Гихон — это Нил, который «обтекает землю Куш» (кушитами считались жители Эфиопии). Реку Фисон отождествляли с Индом или Гангом, и даже с Дунаем. Но в этом случае непонятно, как эти четыре реки, истоки которых расположены далеко друг от друга, за исключением истоков Евфрата и Тигра, могли питаться из одного источника.
В XVI веке были сделаны предположения о возможном расположении рая в Армении, так как армянские реки Аракс и Кура могли быть идентифицированы с Фисоном и Гихоном. В XVII веке исследователи намного увереннее связывали Эдем с Арменией.
В 1724 году картограф Пьер Мулляр-Сансон создал свою «Карту Земного рая по Моисею», в которой он поместил рай в Армении. На ней не были указаны истоки четырёх рек, считавшиеся уничтоженными после Всемирного потопа. Наиболее наглядной картой с изображением Эдема является карта англичанина Эммануэля Боуэна, напечатанная около 1780 года, на которой рай представлен на территории исторической Армении. На карте рекой Фисон названа Фасис, которая впадает в Чёрное море в месте, которое соответствует устью реки Риони. Рекой Гихон названа Аракс, которая впадает в Каспийское море южнее устья Куры. Варианты различных карт «Земного рая» в ХVII—XVIII веках в разных странах издавали также Вугонди, Бюаш, Моксон, Стокхауз и другие картографы. К XIX веку у многих европейских авторов не вызывало никаких сомнений, что рай находился в Армении.

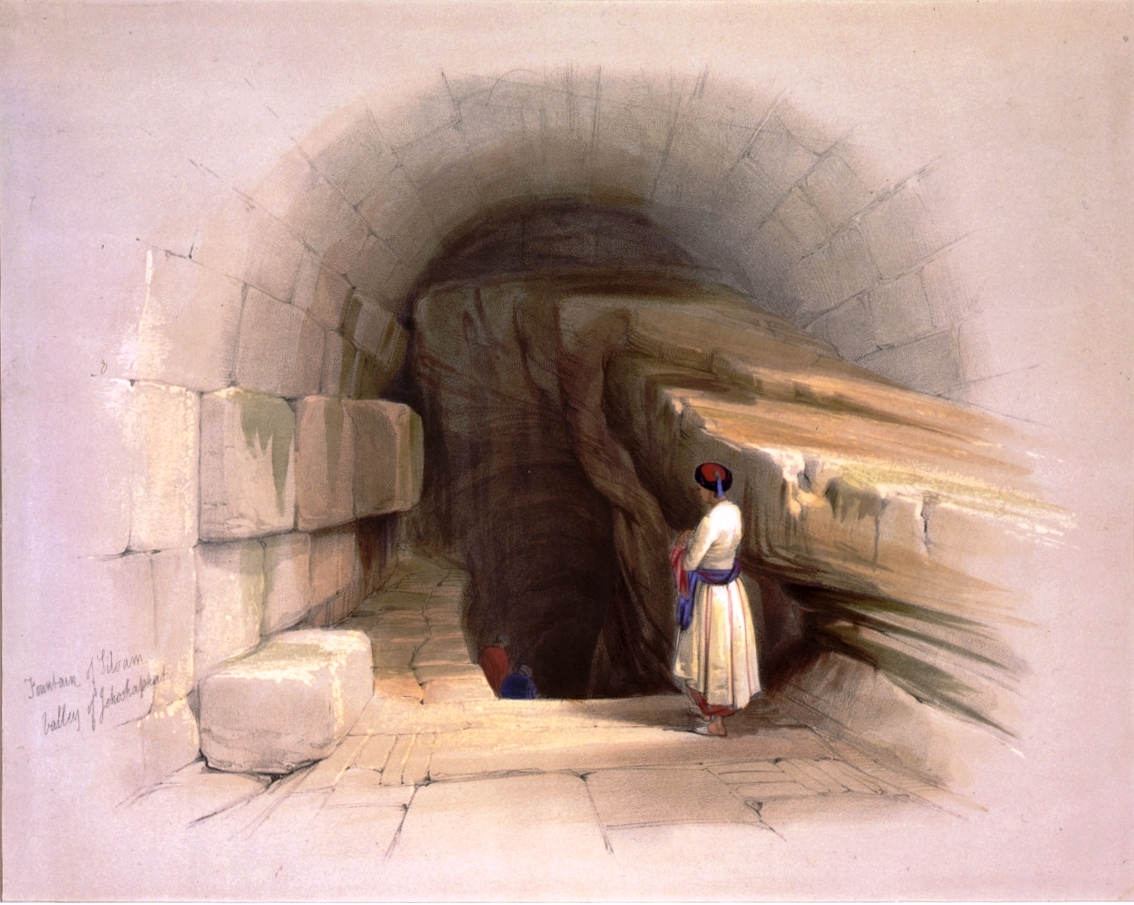
Источник Гихон

Фисон и Гихон также отождествлялись с такими реками, как Керхе, Карун (в Эламе), Дияла, Вади ар-Рума. Поскольку Персидский залив в древности считался местом, куда впадали эти реки, то его иногда отождествляли с большой рекой, разделяющейся на четыре. Такое отождествление залива с рекой подкрепляет основанное на библейском тексте (Быт. 2:10—14) мнение, что Сад Эдемский был расположен к востоку от «Шинара» (возможно, Шумера). Этимология слова «Эдем» выводится сторонниками этой гипотезы от шумерского слова эдин (`равнина`) — географического термина, которым часто обозначается равнина между Тигром и Евфратом в южной Месопотамии. Другие исследователи полагают, что единая река-исток находилась на севере у начала Тигра и Евфрата; в этом случае, однако, возникает проблема идентификации рек Фисон и Гихон. Еврейская религиозная традиция отождествляет реку Гихон с одноимённым источником в Иерусалиме. О местонахождении Эдема и его рек до сих пор ведутся споры.
Профессор археологии Юрис Заринс помещает Эдем и райский сад на дно Персидского залива. Его исследование основывалось на многочисленных источниках, в том числе космических съёмках LANDSAT. Согласно этой теории, река Гихон могла соответствовать реке Карун в Иране, а река Фисон — высохшей реке Вади-эль-Батин, ранее орошавшей плодородную центральную часть Аравии. Около шести тысячелетий назад обильная плодородная земля была затоплена, и её жителям пришлось бежать от стихии.
В поддержку его гипотезы о реке Фисон высказался Джеймс А. Зауэр.
Британский историк, бывший директор Института по изучению междисциплинарных наук Дэвид Рол утверждает, что установил местонахождение Эдемского сада в иранской провинции Азербайджан в окрестностях Тебриза, на основании которого базировалась традиция книги Бытия. Он приводит несколько географических сходств и топонимов, которые, как он считает, соответствуют библейскому описанию. Эти сходства включают близлежащие истоки четырёх рек Эдема: Тигр, Евфрат, Джейхун (евр. Гихон) и Фисон.
По учению Церкви Иисуса Христа Святых последних дней, Эдем располагался в Северной Америке (Индепенденс, Миссури).

## Эдем в литературе
Земной рай в «Божественной комедии» Данте
Земной рай у Данте находится на вершине горы Чистилища (гора Чистилища и Иерусалим у Данте расположены на противоположных концах земного диаметра).
Эдем в романе «Жизнь и приключения Мартина Чезлвита»
В романе Чарльза Диккенса «Жизнь и приключения Мартина Чезлвита» Эдемом называлось американское поселение, в котором Мартин и его компаньон Марк Тэпли купили участок земли. По заверениям агента земельной компании мистера Скэддера, Эдем представлял собой цветущий город, в котором были банки, церкви, фабрики, гостиницы, биржа, редакция ежедневной газеты и т. д. В действительности в Эдеме оказалось несколько полуразрушенных домов, жители которых уехали либо умерли от лихорадки, а местность оказалось заболоченной и чрезвычайно нездоровой.
В романе Станислава Лема
В романе Станислава Лема «Эдем» 1959 года прекрасная издали планета названа космолётчиками Эдемом, но когда они терпят крушение — чрезмерно приблизившись к ней на облёте, чтобы получше её рассмотреть, и врезавшись в атмосферу по ошибке, — то находят на ней цивилизацию, поработившую собственное население с помощью тотального контроля над информационными потоками.
В романе Гарри Гаррисона
Гарри Гаррисон в трилогии «Эдем» описывает историю мира Земли, в котором мезозойские рептилии не вымерли, а эволюционировали в разумных существ и создали развитую биотехнологическую цивилизацию — иилане́. Иилане сталкиваются с людьми, находящимися на стадии развития, примерно схожей с каменным веком.

## Эдем в музыке
Фредерик Шопен — «Сад Эдема» («Нежность»).